# Триколич, Фёдор Викторович
Фёдор Викторович Триколич (2 марта 1985, Ленинград, СССР) — российский спортсмен-легкоатлет, двукратный чемпион Летних Паралимпийских игр 2012. Многократный чемпион мира и России. Заслуженный мастер спорта России.

## Биография
Фёдор Триколич родился 2 марта 1985 года. По настоянию родителей, начал заниматься спортом в 1996 году. Сначала пробовал играть в футбол и мини-футбол, но в итоге предпочтение отдал легкой атлетике. Первый тренер — Лукашов Юрий Петрович. В 2003 году окончил мгинскую школу-интернат для слепых и слабовидящих детей и поступил в Санкт-Петербургское медицинское училище № 2 на специализированное отделение по массажу для инвалидов по зрению, которое окончил в 2006 году. Затем получил высшее образование в НГУ ФК им. П. Ф. Лесгафта. Работает массажистом в научно-исследовательском детском ортопедическом институте имени Г. И. Турнера. В настоящее время тренируется у заслуженного тренера России Алексея Лашманова и тренера высшей категории Андрея Еременко в ГУДО СДЮШОР «Академия легкой атлетики Санкт-Петербурга».

## Спортивная карьера

### Летние Паралимпийские игры 2012
На Паралимпийских играх в Лондоне Федор Триколич сделал золотой дубль. Он выиграл золотые медали в составе эстафетной сборной 4×100 метров и на дистанции 100 метров, а также завоевал серебряную медаль на дистанции 200 метров.

## Награды
- Орден Дружбы (10 сентября 2012 года) — за большой вклад в развитие физической культуры и спорта, высокие спортивные достижения на XIV Паралимпийских летних играх 2012 года в городе Лондоне (Великобритания)[5].